# 束花石斛
束花石斛（学名：Dendrobium chrysanthum）为兰科石斛属下的一个种。

## 扩展阅读
- 維基物種上的相關：束花石斛

## 外部連結
- 石斛 Shi Hu （页面存档备份，存于） 中藥標本數據庫 (香港浸會大學中醫藥學院) （繁體中文）（英文）